# ویگن استپانیان
ویگن بوریسی استپانیان (ارمنی: Վիգեն Բորիսի Ստեփանյան؛ ۸ اکتبر ۱۹۵۲ – ۱۹ ژانویهٔ ۲۰۲۱) یک بازیگر اهل ارمنستان بود. 

## زندگی‌نامه
وی در ۸ اکتبر ۱۹۵۲ در ایروان به دنیا آمد و از فارغ‌التحصیل دانشگاه پلی‌تکنیک ارمنستان، فرهنگستان دولتی تئاتر سوندوکیان و تئاتر روسی استانیسلاوسکی ایروان شد. وی همچنین برندهٔ جوایزی همچون چهره هنری شایسته جمهوری ارمنستان (۲۰۰۸) شده است. وی در ۱۹ ژانویه ۲۰۲۱ در سن ۶۸ سالگی در ایروان درگذشت.

## گزیده فیلمشناسی
از فیلم‌ها یا برنامه‌های تلویزیونی که وی در آن نقش داشته است می‌توان به آخرین یکشنبه، ستاره امید و گارگین نژده اشاره کرد.